# Marie Knitschke
Marie Knitschke, roz. Axmann (3. května 1857 Šumperk – 14. prosince 1940 Šumperk) byla německojazyčná spisovatelka žijící v Šumperku.
Věnovala se poezii, próze i dramatu, korespondovala s významnými umělci své doby (Gerhart Hauptmann, Edvard Grieg). Z jejího díla dosáhly ve své době největšího úspěchu nenáročné, jednoaktové divadelní frašky z 90. let, publikované mj. ve Vídni, a později historická dramata z doby čarodějnických procesů na Šumpersku, především Alt Schönberg (1909).

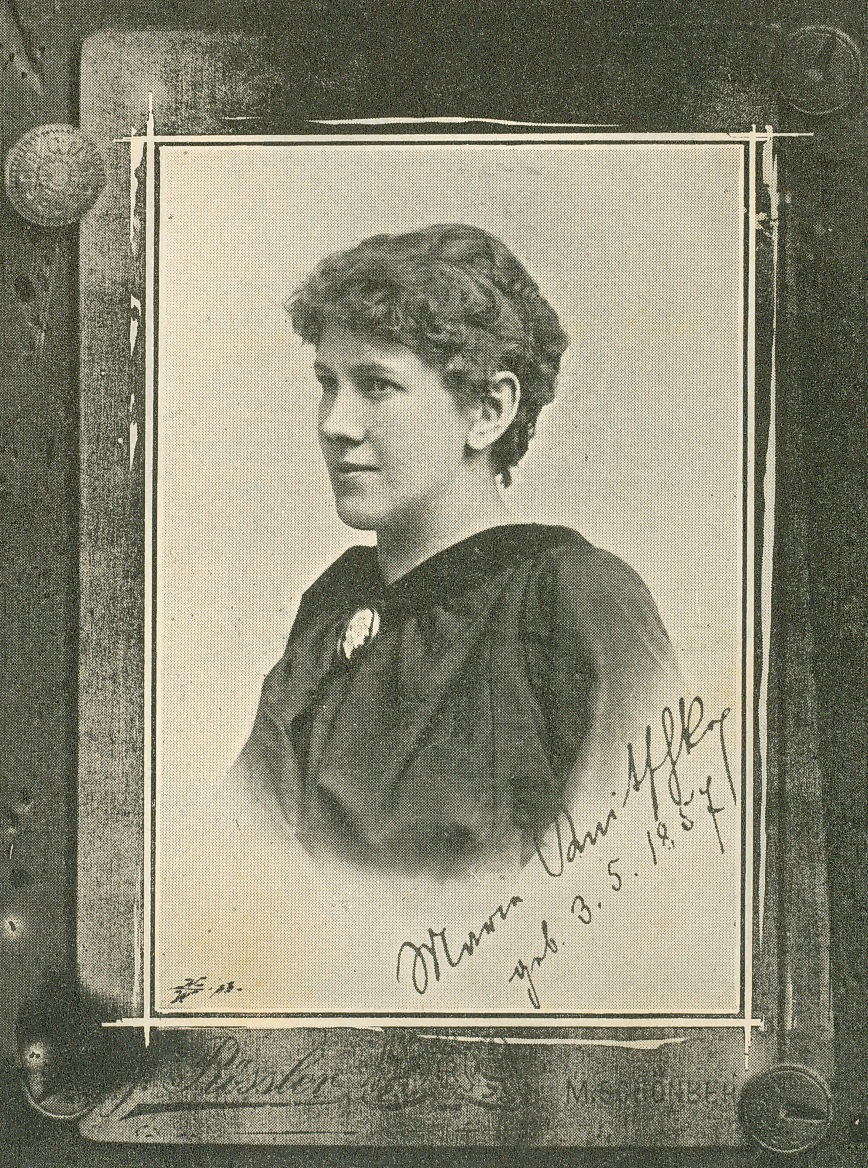
Nedatovaný snímek Marie Knitschke, ateliér J. Rössler v Šumperku, uloženo ve Vlastivědném muzeu v Šumperku, H 12932,1.

Ve věku 17 let se vdala za železničního úředníka, manželství se 3 dětmi se však po čase rozpadlo. Kromě nejistých literárních honorářů se živila především jako učitelka hudby. Ve starším věku byla významnou podporovatelkou vznikajícího šumperského muzea.